# خطرناک‌ترین شکار
«خطرناک‌ترین شکار» (انگلیسی: The Most Dangerous Game) داستانی کوتاه به قلمِ ریچارد کانل است که نخستین بار در ۱۹ ژانویهٔ ۱۹۲۴ منتشر شد. رمان دربارهٔ یک شکارچی حیوانات بزرگ اهل نیویورک است که از یات به بیرون پرت شده و از جزیره‌ای متروک و دورافتاده در کارائیب سر درمی‌آورد و در آنجاست که خود طعمهٔ یک شکارچی اشراف‌زادهٔ روسی می‌گردد. این داستان مُلهم از سافاری‌هایی به آفریقا و آمریکای جنوبی است که در میان ثروتمندان آمریکایی در دههٔ ۱۹۲۰ میلادی مرسوم و رایج بود.
اقتباس‌های صوتی و تصویری گوناگونی از این رمان، انجام شده‌است که از آن میان، می‌توان به فیلم خطرناک‌ترین شکار (۱۹۳۲) با بازی جوئل مک‌کری و لسلی بنکز و همچنین یک مجموعهٔ داستانی رادیویی با هنرنمایی اورسن ولز در سال ۱۹۴۳ اشاره کرد. این رمان محبوب‌ترین داستان کوتاهی است که تاکنون به زبان انگلیسی نوشته شده‌است و بلافاصله پس از انتشار برندهٔ جایزه او. هنری شد.
این رمان یکی از آثاری است که در سال ۲۰۲۰ در ایالات متحده آمریکا تحت مالکیت عمومی درآمد.